# Barcząca (gromada)
Barcząca – dawna gromada, czyli najmniejsza jednostka podziału terytorialnego Polskiej Rzeczypospolitej Ludowej w latach 1954–1972.
Gromady, z gromadzkimi radami narodowymi (GRN) jako organami władzy najniższego stopnia na wsi, funkcjonowały od reformy reorganizującej administrację wiejską przeprowadzonej jesienią 1954 do momentu ich zniesienia z dniem 1 stycznia 1973, tym samym wypierając organizację gminną w latach 1954–1972.
Gromadę Barcząca z siedzibą GRN w Barczącej utworzono – jako jedną z 8759 gromad na obszarze Polski – w powiecie mińskim w woj. warszawskim, na mocy uchwały nr VI/10/7/54 WRN w Warszawie z dnia 5 października 1954. W skład jednostki weszły obszary dotychczasowych gromad Barcząca, Budy Barcząckie, Chmielew, Targówka, Tyborów, Wiciejów, Wólka Wiciejowska, Zakole-Wiktorowo i Zakole Stare ze zniesionej gminy Rudzienko oraz miejscowość Zakole-Wiatraki z dotychczasowej gromady Julianów I ze zniesionej gminy Siennica w tymże powiecie. Dla gromady ustalono 17 członków gromadzkiej rady narodowej.
31 grudnia 1961 gromadę zniesiono, włączając jej obszar do nowo utworzonej gromady Mińsk Mazowiecki w tymże powiecie.